# Na Pelada

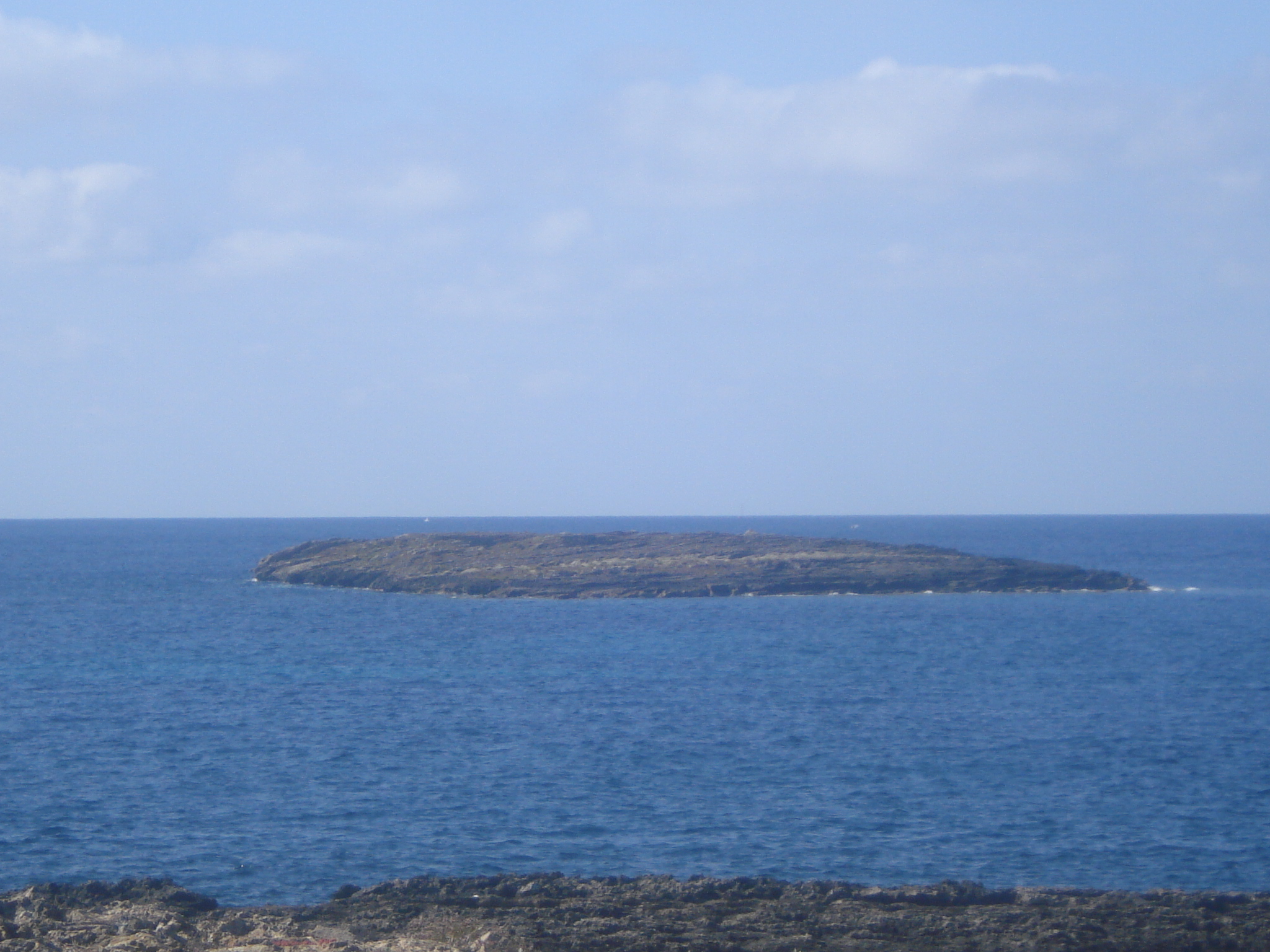
Vista de Na Pelada desde el islote de Na Moltona.

Na Pelada es un islote español situado frente al litoral de Mallorca, en el municipio de Las Salinas, Islas Baleares. Se encuentra a unos 900 metros de la playa del Carbón y al sur del islote de Na Moltona. Tiene unas dimensiones de 200 por 75 m, unas 2.8 ha de superficie, y apenas llega los 10 metros de altitud. 
Su superficie es de roca desnuda, sin manto vegetal, de aquí viene su nombre.
- Datos: Q17505658